# Melendi
Ramón Melendi Espina (Oviedo, Asturias, 21 de enero de 1979), conocido artísticamente como Melendi, es un cantautor, músico  y compositor español de música pop.
De joven sentía atracción por el fútbol, deporte que lo condujo por una corta carrera de futbolista, debutando en varias categorías inferiores en el equipo de su ciudad, el Real Oviedo. Dejó el fútbol a inicios de 2001, mismo año cuando decidió encaminar sus primeros pasos como músico, formando parte de una banda creada con sus amigos de nombre «El bosque de Sherwood».
Su sencillo hasta ahora con más visitas en sus plataformas es «Destino o casualidad», una colaboración con el dúo estadounidense Ha*Ash de 2017, cuyo vídeo fue rodado y grabado en Nueva York, Estados Unidos, y canción que logró disco de platino en México y España, y el disco de oro en Estados Unidos. Durante su carrera musical ha lanzado doce álbumes de estudio Sin noticias de Holanda (2003), Que el cielo espere sentao (2005), Mientras no cueste trabajo (2006), Curiosa la cara de tu padre (2008), Volvamos a empezar (2010), Lágrimas desordenadas (2012), Un alumno más (2014), Quítate las gafas (2016), Ahora (2018) , 10:20:40 (2019), Likes y cicatrices (2021) y 20 años sin noticias (2023).

## Biografía

### Juventud e inicios: Sin noticias de Holanda
En su juventud, Melendi estudió en el CPEB Cabañaquinta, y en esa ciudad conoció al piloto de Fórmula 1 Fernando Alonso, para quien compuso la canción El Nano, incluida en el disco Que el cielo espere sentao. De joven no sentía tanta atracción por la música, siendo su mayor pasión el fútbol.
Melendi dejó el deporte a inicios de 2001, mismo año cuando decidió encaminar sus primeros pasos como músico, formando parte de una banda creada con sus amigos de nombre El bosque de Sherwood, con la cual realizó una docena de actuaciones por diversos locales de la zona de Oviedo.
A mediados de 2002, tras la poca popularidad con el grupo El bosque de Sherwood, Melendi decide abandonar la banda y comenzar a construir una carrera como solista, grabando una maqueta con tres temas: «Sin noticias de Holanda», «Vuelvo a traficar» y «El informe del forense», con las cuales consigue su primer contacto discográfico en la compañía Carlito Récords.
Melendi viaja a Madrid entre agosto y septiembre de 2002, a los estudios Oasis de la capital española, donde comienza a grabar su disco debut, en el cual todas las canciones han sido compuestas por él, titulado como una de sus primeras canciones, Sin noticias de Holanda. El disco sale a la venta el 11 de febrero de 2003, y trae para diciembre del mismo año una edición para coleccionistas que incluye los temas: «Asturias» y «Moratalá», más los dos videoclips que grabó: «Mi rumbita pa' tus pies» y «Desde mi ventana». Sin noticias de Holanda le otorgó a Melendi los primeros pasos hacia el reconocimiento nacional, ganando en poco tiempo dos discos de platino y contando con cuatro en la actualidad.
En 2004, una de las canciones de su primer disco, «Con la luna llena», es elegida como la canción oficial de la Vuelta Ciclista a España de ese mismo año, y a su vez, Melendi es elegido cantante revelación. La versión de la canción  «Con la luna Negra» en la Vuelta Ciclista contó con un vídeo promocional grabado junto al ciclista Abraham Olano, lo que significó su lanzamiento definitivo a la fama.

### 2005-2007:Que el cielo espere sentaoyMientras no cueste trabajo
El 2005 lanza su segundo disco, Que el cielo espere sentao. Su tercer disco Mientras no cueste trabajo se publicó el día 13 de noviembre de 2006. Desde su salida al mercado, este disco fue editado en dos formatos: por un lado estaba el normal, que consta de un CD con doce canciones, y por otro lado teníamos el especial, con dieciséis canciones y un DVD con extras. El proyecto conocido como Vuelvo a traficar: la película, echa a andar con el objetivo de realizar una adaptación al cine de la biografía del cantante.
El 29 de septiembre del 2007, sale una nueva edición del disco llamada Mientras no cueste más trabajo, que contaba con cuatro canciones nuevas: «Firmes», «El rey de la baraja», «Aceituna» y «Me gusta el fútbol». En 2007 también recibió el Premio a la Mejor Gira, por los Premios de la Música entregado en Córdoba. Asimismo, realizó una campaña publicitaria para Canal+ titulada Me gusta el fútbol, para la cual compuso una canción homónima que llegó a estar en el primer puesto de las listas de música en España.

### 2008-2009:Curiosa la cara de tu padre

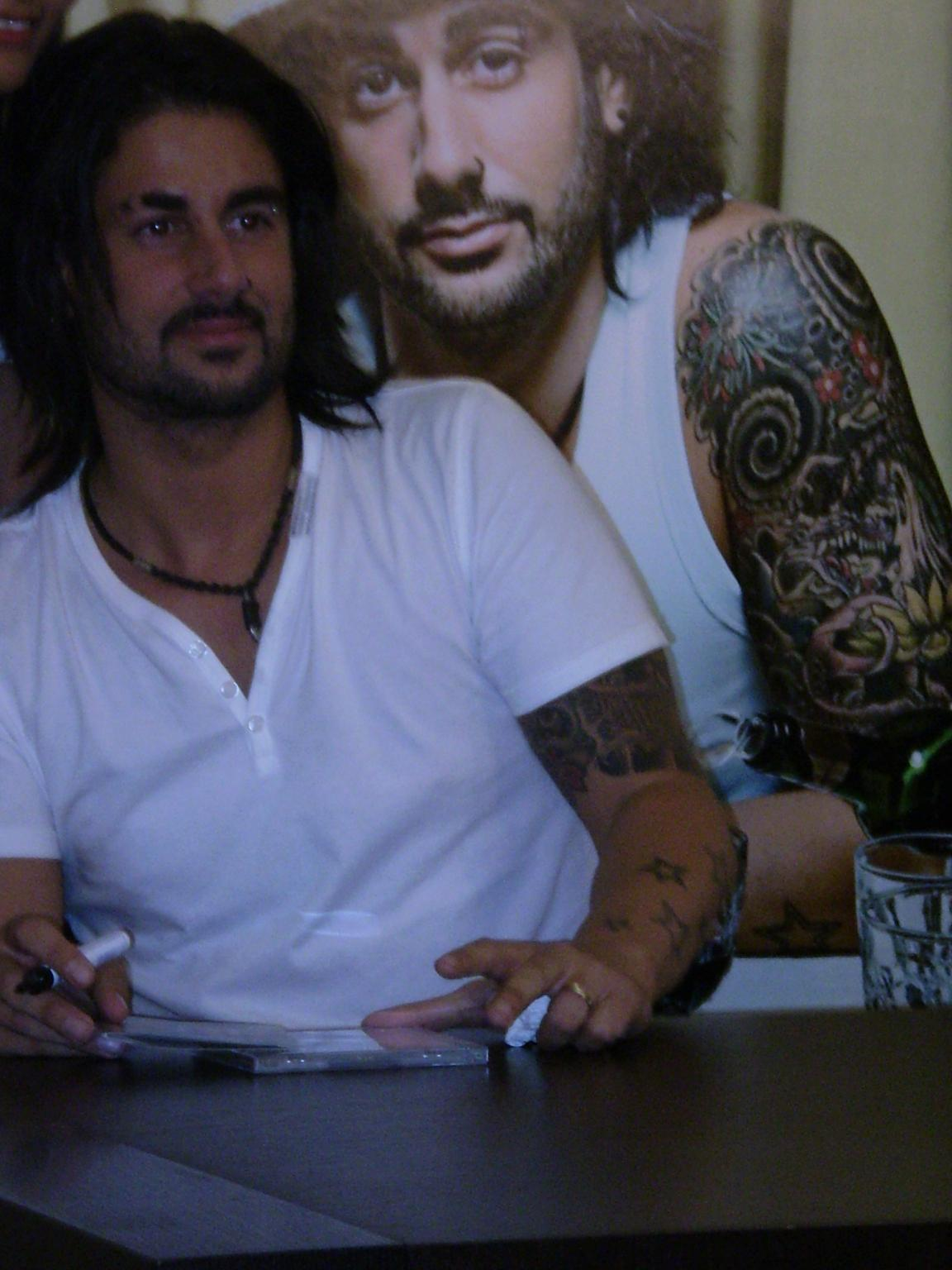
Melendi en 2008

Entre 2006 y 2008, funda la oficina Blue Donkey Music, con el objetivo de promocionar a jóvenes cantantes que quieren iniciar su carrera como músicos. Ofreció estas oportunidades a cuatro grupos: Algunos Hombres Buenos, Rasel, La Dama & Belo, y Los Susodichos. Estos últimos fueron nominados a los premios Grammy Latino en la categoría de mejor grupo de rock vocal. 
En 2008, Melendi ficha por RLM, oficina de representación de artistas como Alejandro Sanz, Miguel Bosé o Malú entre otros. El día 9 de agosto del mismo año, fue presentado en la cadena española de radio Los 40 Principales el sencillo «Un violinista en tu tejado», que forma parte del cuarto disco del vocalista, titulado Curiosa la cara de tu padre , el cual fue publicado el 16 de septiembre. Gracias a este álbum, dicha cadena de radio le otorga el Premio al Mejor Solista.
El 17 de marzo de 2009, coincidiendo con el principio de su última gira, se lanzó el doble CD Aún más curiosa la cara de tu padre, que incluye el disco original más un CD extra con nueve temas inéditos, desde el cual se puede acceder, a través de enlaces de Internet, a contenidos musicales exclusivos que se pueden hallar en la página web oficial del artista.

### 2010-2013:Volvamos a empezaryLágrimas desordenadas
Para empezar 2010, se presenta nuevamente en un macro-evento en Caracas, compartiendo cartel con otros grupos españoles. A lo largo de este año emprende una gira de conciertos por España y Latinoamérica, al mismo tiempo que empieza a componer y preparar su nuevo álbum, esperado para el 2 de noviembre. El 11 de septiembre canta en la radio «Barbie de extrarradio», que sería el sencillo de su nuevo disco que saldría al mercado el 2 de noviembre con el nombre de Volvamos a empezar. Dicho disco está compuesto por doce temas que poseen una ambientación más roquera que sus anteriores trabajos, en los cuales prima la influencia de la rumba.
En noviembre de 2011 estrena la canción «Marco es un canalla» en el programa televisivo El hormiguero y la gran popularidad que obtiene hace que decida grabarla junto al presentador Pablo Motos, destinando la recaudación de su compra a la Federación Española de Fibrosis Quística. El 3 de mayo de 2011,realiza su primer concierto en línea en directo a través de la plataforma de eMe.
El 11 de septiembre de 2012 lanzó el primer sencillo de su sexto álbum, Lágrimas desordenadas. Dicho disco salió a la venta el 13 de noviembre con un estilo de música que tiraba más hacia el pop que el anterior, según anunció el cantante. También participó a lo largo del 2012 como preparador del programa televisivo La voz, junto a Malú, David Bisbal y Rosario Flores. En noviembre y diciembre de 2013 fue el impulsor del nuevo programa Generación Rock de La 1 de Televisión Española (TVE), en el que personas de entre 68 y 85 años luchaban por cumplir su sueño.

### 2014-2015:Un alumno más

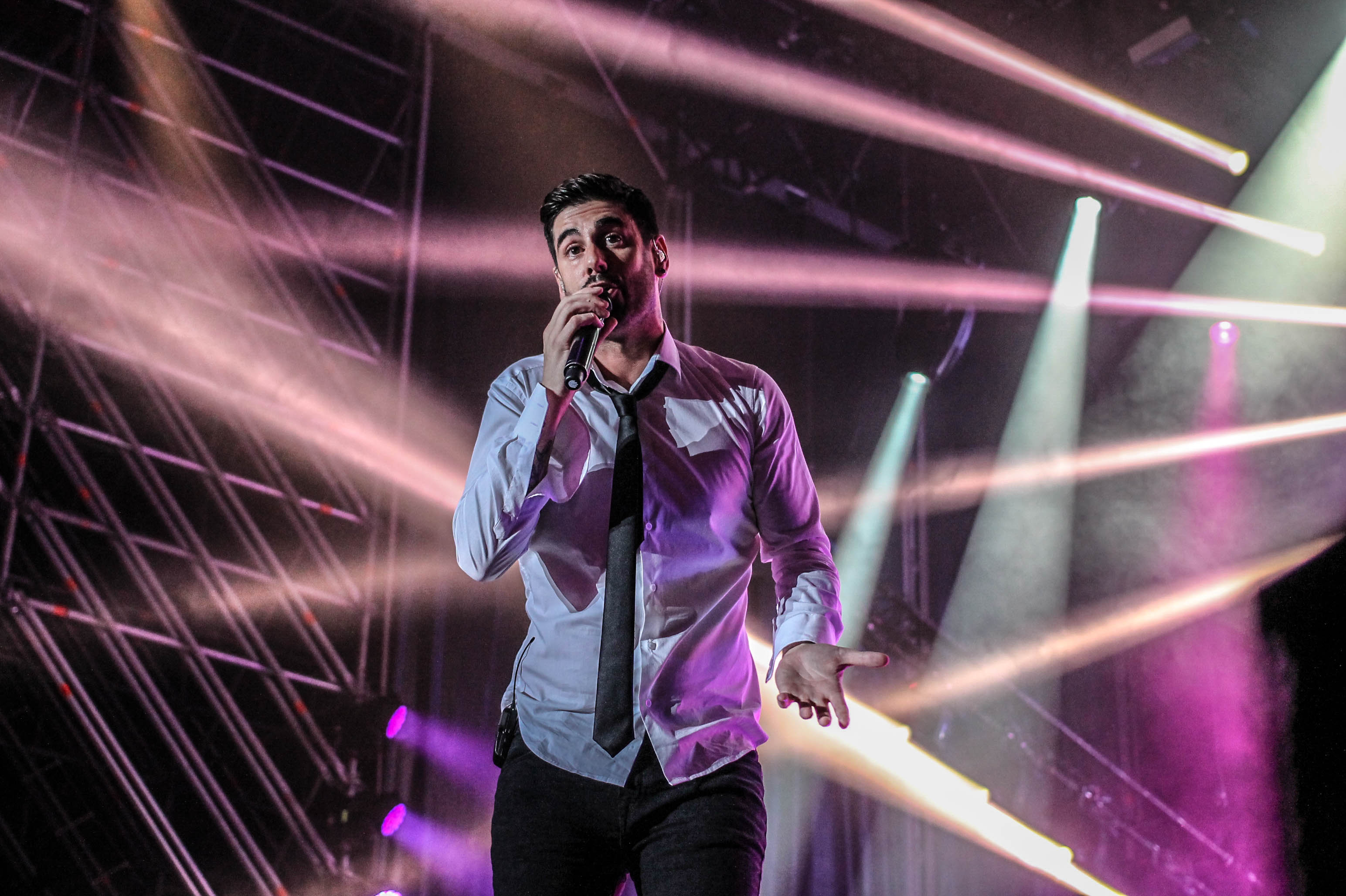
Melendi en el inicio de la gira promocional de su disco Un alumno más en mayo de 2015

El viernes 28 de febrero de 2014, participó como jurado en el Festival Internacional de la Canción de Viña del Mar. El 22 de agosto de 2014, el asturiano anuncia vía YouTube que su próximo disco se llamará Un alumno más, y a su vez muestra un avance de la canción que titula «Septiembre». Además, el día 24 de agosto lanza el lyric vídeo de otra nueva canción, titulada «Saraluna». El 15 de septiembre, sale a la luz el primer sencillo del álbum titulado «Tocado y hundido» a través de la plataforma digital iTunes, saliendo el álbum a la venta el 25 de noviembre de 2014. El 23 de septiembre sube a la red un acústico a guitarra llamado «Otro lío de Melendi», en el cual denuncia la difamación de su persona por ciertos medios de prensa. Finalmente, el 25 de noviembre salió a la venta el álbum  Un alumno más, siendo considerado por el propio cantante su mejor álbum.
En enero de 2015 participó en el programa de La 1 de TVE Hit - la canción, un concurso donde compiten varios compositores desconocidos por hacer de sus canciones la ganadora. Una serie de artistas dan voz a dichas canciones, entre ellos Melendi. La canción finalista defendida por Melendi fue «Más allá de nuestros recuerdos» de Pedro Sosa, que llegó a alcanzar el tercer puesto en iTunes. Ese mismo año, el asturiano cerró la exitosa gira Un alumno más, con más de 150 000 espectadores y conciertos en los escenarios más prestigiosos de España, entre ellos el Palau Sant Jordi, el Barclaycard Center o la madrileña Plaza de Toros de Las Ventas. Adicionalmente, el 4 de diciembre publicó Directo a septiembre, su primer álbum en directo, grabado el 19 de septiembre en su concierto de Las Ventas, que ha sido el primero de su carrera editado por la discográfica Sony Music.

### 2016-2017:Quítate las gafas

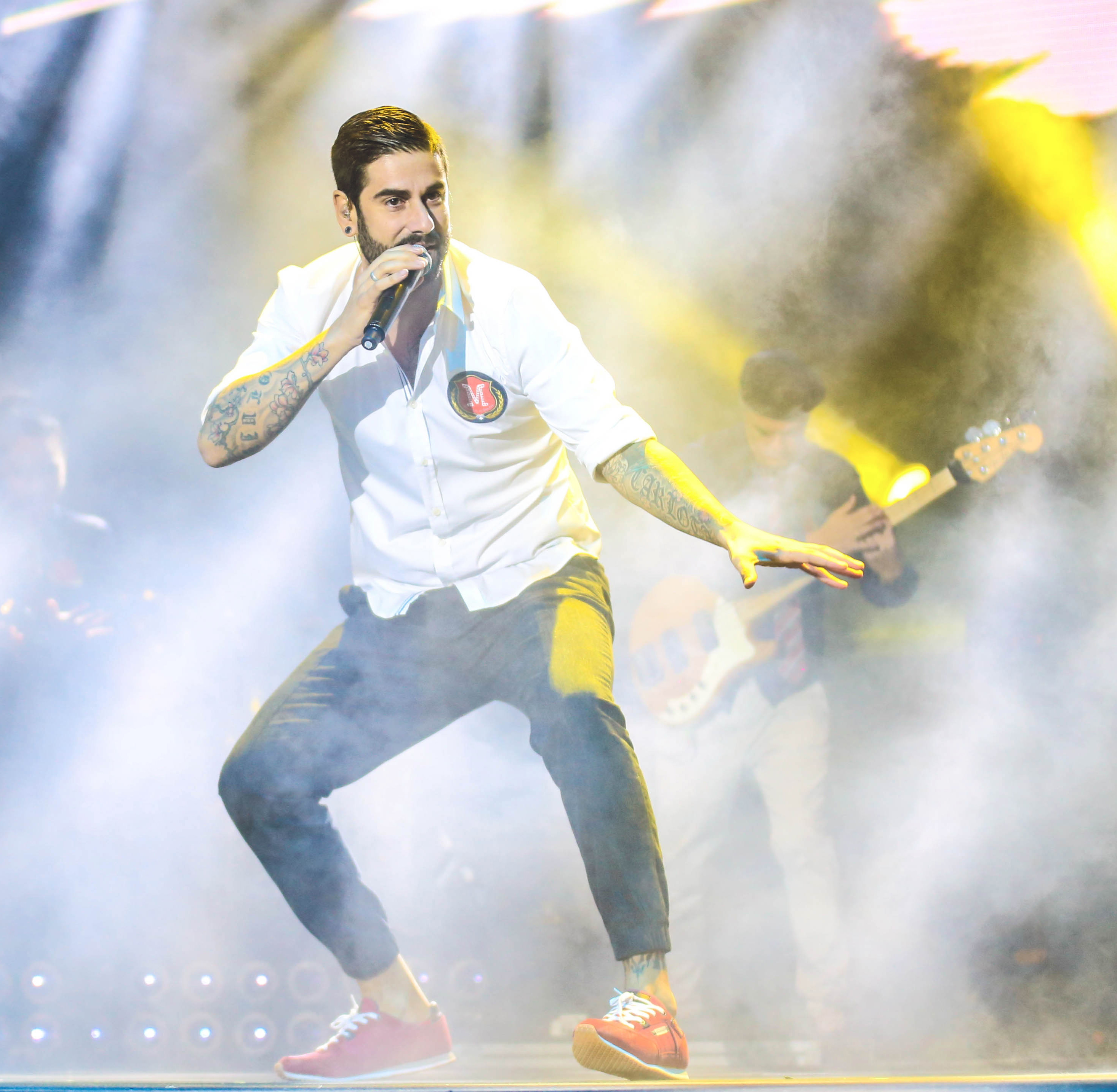
Melendi en Laguna de Duero en 2016.

El 26 de mayo de 2016 se confirmó que el cantante volvería a ocupar su silla de preparador en la cuarta edición de La voz, junto a Malú, Alejandro Sanz y Manuel Carrasco, y confirmó su vuelta al formato de Telecinco después de tres años, siendo así estrenada la nueva edición del talent show el 21 de septiembre. Durante 2016, trabajó en su octavo disco de estudio. El 23 de septiembre lanzó el primer sencillo del álbum, titulado «Desde que estamos juntos», en el cual utiliza varios ritmos cubanos. El 12 de octubre, anunció a través de sus redes sociales y en la web de Los 40 la portada y el título de su nuevo disco: Quítate las gafas, compuesto por once canciones, donde hace un llamamiento a la necesidad de ver el mundo sin prejuicios. El 28 de octubre estrenó el tema «Soy tu superhéroe», y el 4 de noviembre «La casa no es igual», así  como nuevos adelantos del álbum. El sábado 5 de noviembre el programa de Cadena Dial, Dial Tal Cual, estrena tres canciones más del disco: «Yo me veo contigo», «Mi mayor fortuna», y «Un amor tan grande».
El viernes 11 de noviembre sale a la venta el disco Quítate las gafas, en plataforma física y digital. El 2 de junio de 2017, lanza el tercer sencillo de su álbum «Destino o casualidad» junto a Ha*Ash cuyo vídeo fue rodado y grabado en Nueva York, Estados Unidos, mostrando a Melendi y las cantantes estadounidenses interpretando el tema junto a un piano y una guitarra. La canción logró disco de oro en México y platino en España.
Además, el asturiano ofreció una gira por Iberoamérica (entre febrero y mayo) y por España. Entre las primeras fechas anunciadas destacaron el 11 y 19 de marzo en la Ciudad de México, y el 13 de mayo en Bilbao, al estar estos días completamente llenos; el 20 de mayo en Madrid, 26 de mayo en Barcelona, 10 de junio en Sevilla, 30 de junio en Valencia y 21 de octubre en Salamanca.

### 2017-2018:Ahora
El 20 de junio de 2017, se anuncia su participación en La Voz Kids, estrenándose como preparador en el formato adaptado para los niños, donde resultará ganador.
En febrero de 2018, Melendi anunció el contenido de su nuevo álbum Ahora. Este disco se lanzó el 9 de marzo, y cuenta con las colaboraciones de los artistas Alejandro Sanz y Arkano. Además, el álbum incluye el tema «El arrepentido», videoclip que fue grabado junto a Carlos Vives. Un mes después, en marzo de 2018, se confirmó la gira Ahora Tour, que comenzará el mes de agosto en el Starlite Festival de Marbella y concluirá su primera etapa en España en el mes de diciembre con dos conciertos en Barcelona y Madrid. Tras pocas semanas del lanzamiento, el disco se certificó como disco de oro en España por más de 20.000 copias vendidas.
En septiembre de 2018, se confirma que participará en La Voz Kids A3 en Antena 3.

### 2019:El cielo nunca cambiará
Melendi compone la banda sonora en este idioma para la película Cómo entrenar entrenar a tu dragón 3.
La canción está incluida en el álbum del mismo nombre que el título de la banda sonora en este idioma.

### 2019-2020:10:20:40
En mayo de 2019, empezó la gira Mi Cubo de Rubik con conciertos en España y varios países de América. La gira se vio interrumpida a finales de febrero de 2020 como consecuencia de la pandemia de COVID-19. La gira no se retomaría hasta mediados de 2021.
El 18 de octubre de 2019, Melendi lanzó el primer sencillo de su próximo álbum de estudio, «El ciego» junto al dúo colombiano Cali y El Dandee. Unas semanas después, el 1 de noviembre de 2019, dio a conocer el segundo sencillo «Casi», a la vez que puso en la preventa el CD. Las dos semanas anteriores al lanzamiento del disco se pudieron conocer los temas «Tan tonto como tú» y «Adiós soledad». El 29 de noviembre de 2019, estrenó su décimo álbum de estudio 10:20:40..

### 2021-presente:Likes y Cicatrices
Durante la segunda mitad de 2021, Melendi terminó la gira Mi Cubo de Rubik con varios conciertos en España y Estados-Unidos. 
El 29 de julio de 2021, se lanzó el primer adelanto de su nuevo disco, «La Boca Junta» en colaboración con Mau y Ricky. El 3 de septiembre, se lanza «Likes y Cicatrices», canción que da nombre al álbum. El 7 de octubre, se lanza el tercer adelanto, la canción «Simplemente Dilo» en colaboración con Miriam Rodríguez. Ese mismo día, Melendi da a conocer por redes sociales la lista con el nombre de todas las canciones de su disco. Finalmente, el 5 de noviembre se lanza el disco Likes y Cicatrices.
A finales de 2021 se presentaron las fechas de la gira de presentación del disco, Gira Likes y Cicatrices, con conciertos en España y México.
En 2024, Melendi pública el proyecto '20 años sin noticias de Holanda', un proyecto donde hace homenaje a su álbum debut. Este disco está formado por las canciones más famosas de 'Sin noticias de Holanda' junto a alguna canción de 2003-2004 que triunfo, como 'Caminando por la vida'. Lo novedoso de este álbum es como Melendi canta sus canciones con otros grandes artistas como David Bisbaly Manuel Carrasco.

## Vida privada
Desde el principio de su carrera, Melendi ha sido notorio por una serie de creencias populares persistentes sobre su vida, siendo las más habituales que fue narcotraficante durante su juventud o que había pasado tiempo en prisión, o incluso que cumplía condena simultáneamente con su carrera musical y sólo salía de la cárcel bajo permiso para actuar. En sus primeros años, también fueron conocidos los bulos que anunciaban su presunta muerte por sobredosis o en medio de tiroteos. El cantante llegó a parodiar intencionalmente esta reputación en un concierto celebrado en 2004 en Benavente, Zamora, para el que se hizo esposar y escoltar por policías a la hora de subir al escenario.
En 2005, Melendi es padre por primera vez de una niña llamada Carlota.
El 18 de noviembre de 2011 es padre por segunda vez: Marco y al que dedica la canción «Marco es un canalla».  
En 2014 conoció a la actriz y bailarina argentina Julia Nakamatsu, quien tiempo después apareció en el vídeo «La promesa» del cantante.  En noviembre de 2015, anuncia su próxima paternidad con su pareja. El 13 de febrero de 2016 nace Lola, la tercera hija del asturiano y la primera de Nakamatsu, llevando ese nombre en honor a la madre del propio artista. En 2019, nace su cuarta hija y segunda como pareja, Abril. El 10 de noviembre del 2023 nace su quinto retoño, Dakota, la tercera hija con Julia Nakamatsu. El nacimiento lo anuncio en pleno concierto, en Baracaldo (Vizcaya). 

### Detención
El 12 de noviembre de 2007, es llamado a declarar en los juzgados tras provocar un altercado en claro estado de embriaguez en un vuelo desde Madrid que tenía como destino México. Tal fue la gravedad del caso, que el comandante del avión tomó la decisión de regresar al punto de origen tras dos horas de haber despegado. Fue detenido y puesto en libertad tras prestar declaración. Al poco tiempo, debido a este altercado, recibió el Premio Pie Izquierdo que otorga la cadena musical Cadena 100. El cantante reconoció en entrevistas su arrepentimiento por haber provocado dicho altercado.

## Causas sociales
El 8 de enero de 2022, Melendi fue uno de los cantantes participantes en el concierto solidario Más fuertes que el volcán, el cual fue organizado por Radio Televisión Española con el fin de recaudar fondos para los damnificados por la erupción volcánica de La Palma de 2021.

## Discografía
Álbumes de estudio
- 2003: Sin noticias de Holanda
- 2005: Que el cielo espere sentao
- 2006: Mientras no cueste trabajo
- 2008: Curiosa la cara de tu padre
- 2010: Volvamos a empezar
- 2012: Lágrimas desordenadas
- 2014: Un alumno más
- 2016: Quítate las gafas
- 2018: Ahora
- 2019: 10:20:40
- 2021: Likes y cicatrices
- 2023:  20 años sin noticias

## Televisión

### Preparador de La Voz y La Voz Kids
| Edición              | Año  | Cadena        | Finalista     | Posición |
| -------------------- | ---- | ------------- | ------------- | -------- |
| La Voz 1             | 2012 | Telecinco     | Maika Barbero | Tercero  |
| La Voz 4             | 2016 | Telecinco     | Mario Jiménez | Tercero  |
| La Voz Kids 4        | 2018 | Telecinco     | Melani García | Ganador  |
| La Voz Kids 5        | 2019 | Antena 3      | Sofía Esteban | Tercero  |
| La Voz Kids México 2 | 2019 | Las Estrellas | Mónica Plehn  | Tercero  |
| La Voz Kids 6        | 2021 | Antena 3      | Levi Díaz     | Ganador  |